# Special (album Lizzo)
Special è il quarto album in studio della cantante statunitense Lizzo, pubblicato il 15 luglio 2022 dalle etichette discografiche Nice Life Recording Company e Atlantic Records.

## Antefatti
Nell'ottobre 2020, oltre un anno dopo la pubblicazione di Cuz I Love You, Lizzo ha annunciato che il suo nuovo disco era in fase di completamento e che aveva ancora alcune canzoni da scrivere e includere in esso. Nel gennaio 2021 la cantante SZA ha confermato di aver ascoltato il nuovo materiale per l'album di Lizzo. In agosto è uscito il singolo stand-alone Rumors, che presenta la partecipazione della rapper Cardi B.
Durante il South by Southwest festival nel marzo 2022, Lizzo ha annunciato il completamento dell'album, dichiarando: «È finito quindi uscirà presto... ed è buono. Ho lavorato veramente sodo, quindi è meglio che sia buono». Il 14 aprile 2022, attraverso la rete sociale, è stato annunciato il titolo e la data di pubblicazione ed è stata mostrata anche la copertina del disco. Il 6 luglio successivo invece è stata svelata la tracklist tramite un video pubblicato sul profilo Instagram dell'artista.

## Descrizione
In origine il titolo dell'album doveva essere In Case Nobody Told You, ma è stato convertito in Special dopo che l'artista, con l'aiuto del produttore Max Martin, è riuscita a riscrivere l'hook per la canzone omonima.
Alcuni pezzi sono stati composti tramite l'utilizzo di campionamenti o interpolazioni da brani del passato: About Damn Time contiene elementi del brano Hey DJ dei World's Famous Supreme Team del 1984; Grrrls campiona Girls dei Beastie Boys del 1986; Break Up Twice riprende la melodia di Doo Wop (That Thing) di Lauryn Hill del 1998. La traccia finale Coldplay contiene un sample di Yellow dell'omonimo gruppo: Lizzo ha spiegato l'origine del brano in un'intervista con Zane Lowe su Apple Music 1 accompagnata dallo stesso frontman del gruppo Chris Martin, dicendo che è stato ispirato ad una vacanza in cui lei «era in compagnia di qualcuno e mentre guardava le stelle cantava [Yellow].»

## Accoglienza
| Recensione           | Giudizio |
| -------------------- | -------- |
| Evening Standard     |          |
| NME                  |          |
| Rolling Stone        |          |
| The Daily Telegraph  |          |
| The Guardian         |          |
| The Independent      |          |
| The Line of Best Fit | 6/10     |

Special ha ottenuto recensioni prevalentemente positive da parte della critica specializzata. Su Metacritic, sito che assegna un punteggio normalizzato su 100 in base a critiche selezionate, l'album ha ottenuto un punteggio medio di 85 basato su sei recensioni.
In un articolo per The Independent, Helen Brown ha sottolineato che Special trabocca di amore e gratitudine verso amici, familiari, amanti e fan. Brown ha aggiunto che l'uso del rap ha una forza di trazione formidabile nelle diverse tracce dell'album, definendolo «bello da impazzire». Scrivendo per l'Evening Standard, David Smyth ha affermato che l'album «travolgerà anche una generazione più anziana. Molti dei brani più importanti sono in stile disco anni Settanta e synthpop anni Ottanta». Nick Levine, giornalista di NME, ha osservando che «il messaggio estremamente positivo di Lizzo a volte è un po' smielato", prima di concludere che «Lizzo sa esattamente chi è come artista e cosa vuole ottenere: è la stronza cattiva con un incredibile talento nel far sentire la gente bene con se stessa e il proprio corpo».
In una ricezione più contrastante dell'album, Sam Franzini di The Line of Best Fit ha ritenuto che per «la maggior parte delle canzoni di Special, c'è un'iterazione più cruda e vera» rispetto ai precedenti progetti della cantante, sebbene «la patina pop scintillante che le ricopre, cancella qualsiasi increspatura» eliminando «l'esatta caratteristica che rendeva [le canzoni di Lizzo] accattivanti». Lindsay Zoladz del The New York Times definisce il progetto come un'occasione mancata per la cantante di «ampliare la sua immagine di regina del discorso di incoraggiamento, ma si ritira nella sua zona di comfort», trovando che «quando funziona, funziona. E quando non funziona, beh... si ottiene una canzone inno troppo zelante».

## Controversie
La traccia Grrrls ha suscitato controversie per l'uso della parola "spaz" (spastico) nella strofa "I'mma spaz / I'm about to knock somebody out" (sto per fare lo spastico / Sto per mettere al tappeto qualcuno). I sostenitori dei diritti dei disabili hanno considerato l'uso del termine come un insulto offensivo nei confronti dei disabili, chiedendo alla cantante di rimuovere la canzone dall'album. Lizzo si è scusata e ha pubblicato una versione modificata della canzone, affermando: «Non ho mai voluto promuovere un linguaggio discriminatorio». Il testo aggiornato della canzone sostituisce "I'mma spaz" con "Hold me back" (Trattenetemi).

## Tracce
1. The Sign – 2:45
2. About Damn Time – 3:11
3. Grrrls – 2:01
4. 2 Be Loved (Am I Ready) – 3:07
5. I Love You Bitch – 2:28
6. Special – 2:54
7. Break Up Twice – 2:56
8. Everybody's Gay – 3:35
9. Naked – 3:00
10. Birthday Girl – 3:07
11. If You Love Me – 3:11
12. Coldplay – 2:55

Tracce bonus nell'edizione Apple Music
1. A Very Special Message from Lizzo – 1:39

## Classifiche
| Classifica (2022-23) | Posizione massima |
| -------------------- | ----------------- |
| Australia            | 2                 |
| Austria              | 17                |
| Belgio (Fiandre)     | 17                |
| Belgio (Vallonia)    | 43                |
| Canada               | 3                 |
| Danimarca            | 27                |
| Finlandia            | 36                |
| Francia              | 48                |
| Germania             | 18                |
| Irlanda              | 11                |
| Islanda              | 22                |
| Italia               | 38                |
| Norvegia             | 16                |
| Nuova Zelanda        | 3                 |
| Paesi Bassi          | 13                |
| Regno Unito          | 6                 |
| Spagna               | 54                |
| Stati Uniti          | 2                 |
| Svezia               | 34                |
| Svizzera             | 14                |
| Ungheria             | 6                 |